# Nils Malmros
Nils Malmros (ur. 5 października 1944 w Aarhus) – duński reżyser i scenarzysta filmowy. Jeden z wiodących przedstawicieli kina autorskiego w kinematografii duńskiej przełomu XX i XXI w.
Jego filmy czterokrotnie zdobywały Nagrodę Bodil i trzykrotnie Nagrodę Robert dla najlepszego duńskiego filmu roku. Trzy obrazy Malmrosa brały udział w konkursie głównym na MFF w Berlinie: Piękna i bestia (1983), Ból miłości (1992) i Barbara (1997). Facing the Truth (2002), film poświęcony ojcu reżysera - z zawodu chirurgowi, zdobył m.in. Nagrodę FIPRESCI na MFF w Mar del Plata oraz Nagrodę Specjalną Jury na MFF w Soczi.